# Miria
Miria este un oraș din Niger.